# Phoenix dactylifera
La palma da datteri (Phoenix dactylifera L., 1753) è una pianta appartenente alla famiglia Arecaceae.
Fu nota sin dall'antichità tra gli Egizi, i Cartaginesi, i Greci, i Romani, i Berberi per i suoi frutti eduli chiamati datteri.
Le conoscenze, abilità, tradizioni e pratiche associate alla palma da dattero sono iscritte nell'elenco dei patrimoni orali e immateriali dell'umanità da dicembre 2019.

## Descrizione

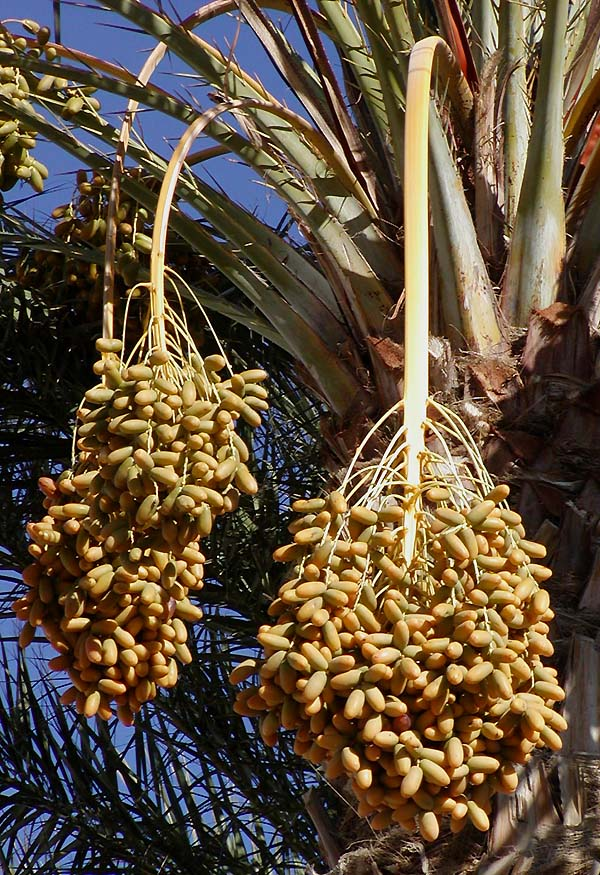
Datteri che pendono dalla chioma della pianta

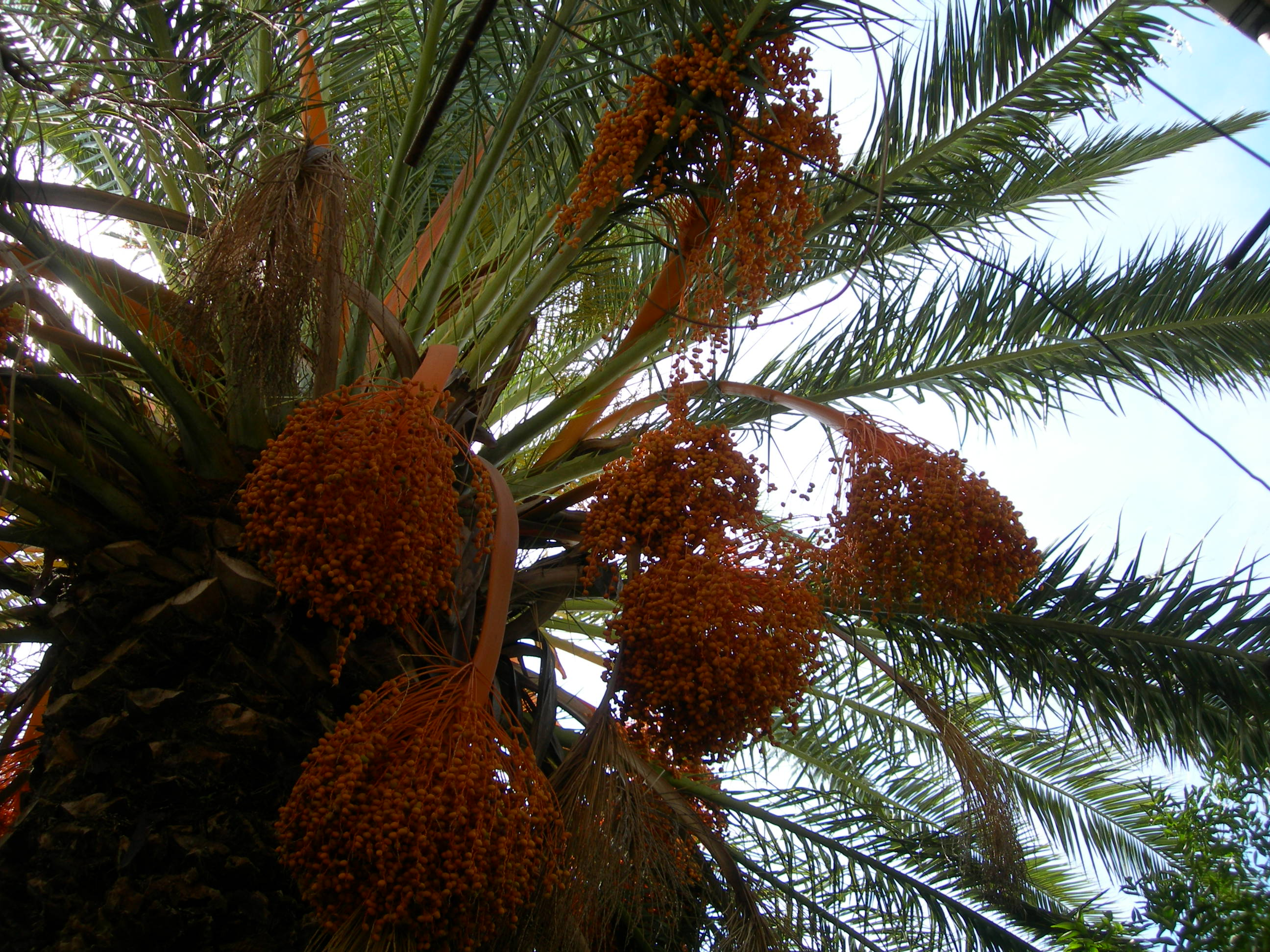
Datteri in fase di maturazione

Il tronco, più slanciato della congenere Phoenix canariensis, può essere alto fino a 30 m, ma di solito non supera i 15–20 m. Spesso molti tronchi si generano da un unico sistema radicale, ma si possono avere anche esemplari isolati. Le foglie sono pennate, rigide, di colore verde-grigio, lunghe 3–5 m con picciolo spinoso e circa 150 foglioline lineari-acuminate, lunghe 30 cm e larghe 2 cm, glauche nella parte inferiore. La chioma può raggiungere un diametro di 10 m.
La palma da datteri è dioica: le piante maschili e femminili hanno entrambe piccoli fiori di colore chiaro raggruppati in grosse infiorescenze a forma di grappolo. L'impollinazione in natura avviene per mezzo del vento ma per le piante coltivate a scopo commerciale viene generalmente praticata artificialmente. Il frutto, il dattero, è una bacca di forma cilindrica lunga 3–7 cm e larga 2–3 cm, che, quando è matura, assume un colore scuro; dalla polpa molto zuccherina e carnosa. La bacca contiene un unico seme, lungo circa 2-2,5 cm e spesso 6–8 mm. Dalla linfa fermentata dell'albero si può anche ricavare il legmi, una bevanda alcolica.

## Distribuzione e habitat

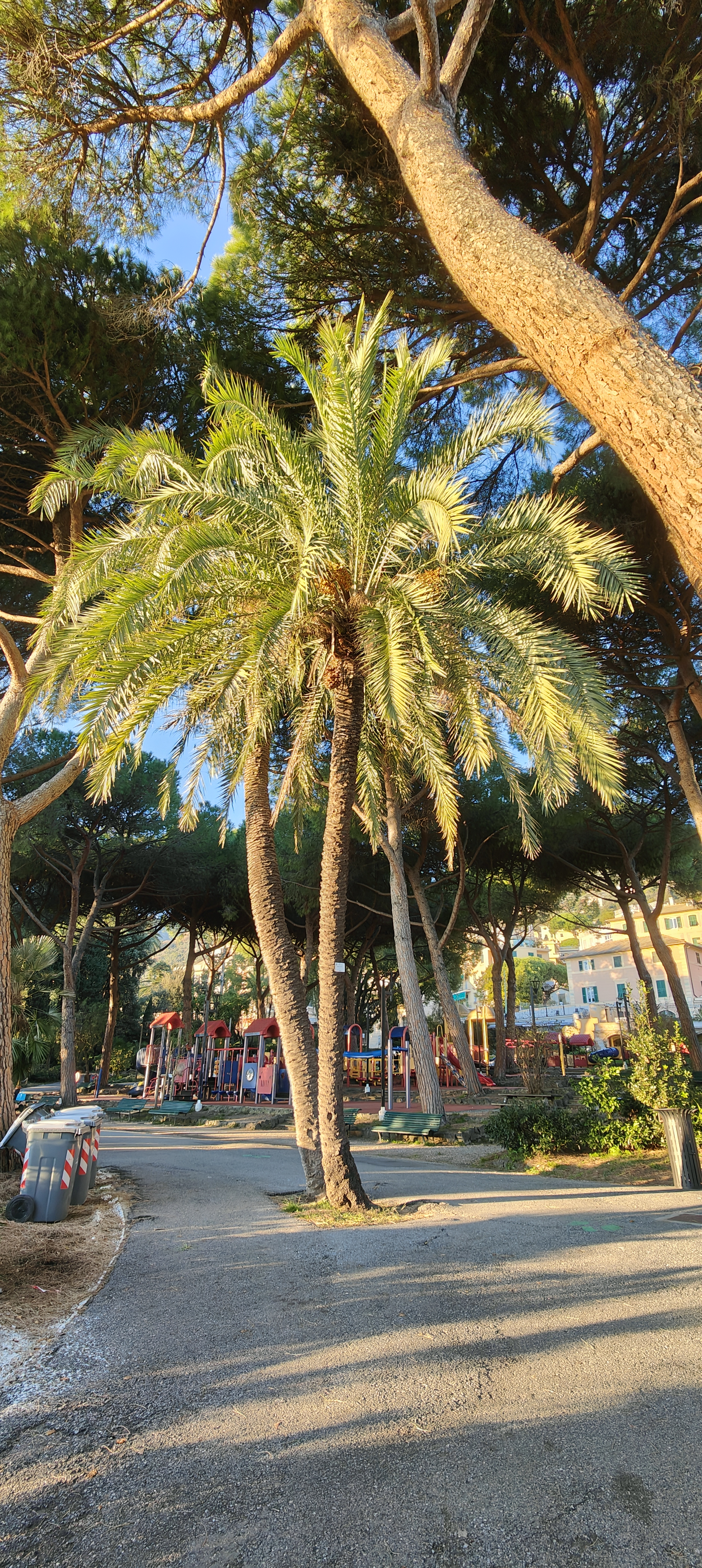
Palma da datteri a Genova Nervi

A causa dell'antichità delle coltivazioni, il suo areale originario non può essere determinato con certezza, basti pensare che era già coltivata nel 4000 a.C. a Babilonia: è plausibile comunque che si tratti dell'Africa settentrionale o dell'Asia sudoccidentale.
Oggi è coltivata in tutto il Maghreb, in Egitto, Arabia, nel Golfo Persico, nelle Canarie, nella zona mediterranea meridionale e nel sud degli Stati Uniti. Anche in Sicilia la palma da datteri è diffusissima (in particolar modo nei giardini della città di Palermo), ciò nonostante non è sfruttata o coltivata a scopi commerciali. È menzionata ben diciassette volte nel Corano.
Le cultivar più diffuse sono «Medjool», «Deglet noor», «Ameri», «Deri», «Halawi» e «Zahidi», «Berhi», «Hiann».
Tra le varietà di dattero c'è quella definita «da amido», dalla quale si ricava il cosiddetto «pane del deserto», che rappresenta uno degli alimenti fondamentali dei beduini.

## Coltivazione
La pianta, pur sopravvivendo a climi più freschi, necessita di temperature prossime ai 40 °C per una opportuna maturazione dei frutti. Ha una elevata esigenza idrica, che spesso è soddisfatta per irrigazione.
Le varietà coltivate si raggruppano in tre categorie: 
- a frutto morbido
- a frutto semimorbido
- a frutto duro.

Le varietà a frutto morbido hanno forti esigenze colturali, una minore produttività, i frutti sono consumati freschi, ed hanno il costo più elevato.
Le varietà a frutto duro sono le più resistenti ad ambienti ostili (siccità, suoli poveri), hanno una eccellente produttività, i loro frutti a basso costo di norma non sono usati come frutta, ma per produrre farine alimentari, per dolci o cibi tradizionali dei paesi di origine, o anche per alimentazione animale.
Le varietà a frutto semiduro, sono di norma essiccati per migliorare la conservazione, hanno condizioni di coltivazione e prezzi intermedi; costituiscono la gran parte (oltre il 95%) dei «datteri» diffusi commercialmente come frutta secca.
La suddivisione in varietà così diverse rende ovvia la complicazione della riproduzione per seme, che di per sé non ha particolari problemi; in sintesi la selezione di varietà effettuata nei millenni ha indotto l'attuale moltiplicazione delle piante per pollone, sia delle femmine (per la tipologia di frutto) che dei maschi (per l'abbondante produzione di polline).

## Avversità
Uno dei più temibili parassiti di questa pianta è il Rhynchophorus ferrugineus, noto come punteruolo rosso delle palme. Si tratta di un coleottero curculionide originario dell'Asia, recentemente propagatosi in Medio Oriente e successivamente a tutto il bacino del Mediterraneo, rivelatosi resistente a tutti i mezzi di controllo convenzionali.